# Two Mile Village
 (mai 2025).
Two Mile Village est un établissement indien situé sur l’autoroute Robert Campbell (autoroute 4) au Yukon, au Canada. La communauté est située à environ 12 km (7,46 mi) au nord-ouest de Watson Lake.

## Démographie
Avec une superficie de 3,57 km2 (1,4 mi2) il y avait une densité de population de 22,13/km2 (57,3/sq mi) en 2011.